# Nationaldichter
Nationaldichter (auch „nationaler Dichter“) ist ein ehrendes Attribut ohne feste Definition. Meist handelt es sich um einen Dichter, dem zugeschrieben wird, Geist, Kultur und Traditionen eines Landes oder eines Volkes in seinen Werken Form gegeben zu haben und der insofern idealisiert wird, oder um einen Autor, der historisch eng verknüpft ist mit dem aufstrebenden Nationalismus eines Volkes oder um einen Autor, der maßgeblich für die Entstehung einer nationalen Literatursprache war.
In den meisten Ländern werden mit diesem Attribut mehrere Autoren und Autorinnen (z. B. Božena Němcová (Tschechien) oder Emily Dickinson (USA)) versehen.
Es gibt sowohl offizielle Ernennungen in der Tradition der Dichterkrönung (Gottfried Keller zum Beispiel wurde 1889 vom Schweizer Bundesrat in den Rang eines Nationaldichters erhoben, auch die britische Königin ernennt stets einen Poet Laureate) als auch inoffizielle Zuschreibungen in den Massenmedien. Selbst lokale Berühmtheiten wie der Frankfurter Adolf Stoltze tragen manchmal das Attribut. Gemeinsame Eigenschaft ist die populäre Anerkennung durch die öffentliche Meinung.

## Typische Vertreter
- Dante Alighieri (Italien, 1265–1321)
- Luís de Camões (Portugal, 1524/25–1579/80)[1]
- Miguel de Cervantes (Spanien, 1547–1616)
- William Shakespeare (England, 1564–1616)
- Molière (Frankreich, 1622–1673)[2]
- Johann Wolfgang von Goethe (Deutschland, 1749–1832)
- Robert Burns (Schottland, 1759–1796)
- Adam Mickiewicz (Polen, 1798–1855)
- Alexander Puschkin (Russland, 1799–1837)
- Christo Botew (Bulgarien, 1847/48–1876).

Einige herausragende, staatlich finanzierte Kulturinstitute zur Förderung der entsprechenden Sprachen sind nach Nationaldichtern benannt:
- Andorra, Katalonien, Balearen: Institut Ramon Llull
- Deutschland: Goethe-Institut
- Italien: Società Dante Alighieri
- Kolumbien: Instituto Caro y Cuervo
- Polen: Adam-Mickiewicz-Institut
- Portugal: Instituto Camões
- Spanien: Instituto Cervantes
- Türkei: Yunus-Emre-Institut

## Weitere Beispiele

### Afrika
- Ägypten – Ahmad Schawqi
- Algerien – Si Mohand
- Angola – Agostinho Neto
- Äthiopien – Tsegaye Gabre-Medhin
- Mali – Fily Dabo Sissoko
- Marokko – Mohammed Awzal
- Nigeria – Chinua Achebe
- Senegal – Léopold Sédar Senghor
- Somalia – Hadrawi
- Südafrika – Mazisi Kunene
- Sudan – Gely Abdel Rahman
- Tansania – Shaaban Bin Robert
- Tunesien – Abu al-Qasim asch-Schabbi

### Asien
- Aserbaidschan – Fuzûlî, Imadaddin Nasimi, Samad Vurgun
- Bangladesch – Kazi Nazrul Islam
- China – Du Fu, Li Bai, Lu Xun
- Indien – Rabindranath Tagore, Kālidāsa
- Iran – Firdausi, Rumi, Hafez, Rudaki, Nizami Gandschawi, Saadi, Omar Chajjam, Nasser Chosrau, Adib Boroumand
- Irak – Maarouf Al Rasafi
- Israel – Yehuda Amichai, Yehuda Halevi, Chaim Nachman Bialik
- Japan – Koizumi Yakumo, Murasaki Shikibu
- Jordanien – Mustafa Wahbi al-Tal
- Kasachstan – Abai Qunanbajuly, auch bekannt als Abai Kunanbajew
- Korea – Kim So-wŏl, Ko Un
- Kurdistan – Khana Qubadi
- Kirgistan – Toktogul Satylganov
- Libanon – Chalil Gibran, Said Akl
- Malaysia – Usman Awang
- Mongolei – Daschdordschiin Natsagdordsch, Bjambyn Rintschen, Hadaa Sendoo
- Myanmar – Min Thu Wun
- Nepal – Laxmi Prasad Devkota, Motiram Bhatta
- Pakistan – Muhammad Iqbal
- Palästina – Mahmud Darwisch
- Philippinen – Francisco Balagtas
- Saudi-Arabien – Ghazi al-Gosaibi
- Sri Lanka – Ananda Samarakoon
- Syrien – Nizar Qabbani
- Tadschikistan – Rudaki, Firdausi, Saadi, Molavi, Nasser Chosrau, Sadriddin Ainij, Gulnazar Keldi
- Thailand – Thammathibet, Sunthon Phu, Vajiravudh, Thommayanti
- Turkmenistan – Magtymguly Pyragy
- Usbekistan – Abdulla Oripov, Erkin Vohidov, Gʻafur Gʻulom, Mirtemir
- Vietnam – Nguyễn Du, Nguyễn Đình Chiểu
- Jemen – Abdullah Al-Baradouni

### Europa
- Albanien – Gjergj Fishta, Naim Frashëri
- Andorra – Albert Salvadó
- Armenien – Howhannes Tumanjan, Sayat Nova, Paroujr Sewak
- Baskenland – Joseba Sarrionandia
- Belarus – Maksim Bahdanowitsch, Janka Kupala, Jakub Kolas
- Belgien – Émile Verhaeren, Maurice Maeterlinck
- Bulgarien – Hristo Botev, Ivan Vazov
- Dänemark – Adam Oehlenschläger, Hans Christian Andersen
- Deutschland – Johann Wolfgang von Goethe, Friedrich Schiller
- England – William Shakespeare, Charles Dickens, William Makepeace Thackeray
- Estland – Lydia Koidula, Friedrich Reinhold Kreutzwald
- Finnland – Johan Ludvig Runeberg, Elias Lönnrot
- Flandern – Hendrik Conscience, Guido Gezelle, Hugo Claus
- Frankreich – Molière, Honoré de Balzac, Victor Hugo, Charles Baudelaire
- Griechenland – Homer, Dionysios Solomos
- Island – Jónas Hallgrímsson, Hallgrímur Pétursson, Halldór Laxness
- Irland – Thomas Moore, William Butler Yeats, George Bernard Shaw
- Italien – Dante Alighieri, Francesco Petrarca, Giovanni Boccaccio, Giosuè Carducci, Carlo Goldoni, Giacomo Leopardi, Ugo Foscolo, Gabriele D’Annunzio
- Katalonien – Jacint Verdaguer, Joan Maragall
- Kroatien – Marko Marulić, Miroslav Krleža
- Liechtenstein – Peter Kaiser
- Litauen – Kristijonas Donelaitis, Maironis
- Luxemburg – Edmond de la Fontaine, Michel Rodange, Michel Lentz
- Moldau – Mihai Eminescu
- Niederlande – Joost van den Vondel, Jacob Cats
- Norwegen – Henrik Wergeland
- Österreich – Franz Grillparzer, Peter Rosegger, Ferdinand Raimund, Johann Nepomuk Nestroy
- Polen – Adam Mickiewicz, Juliusz Słowacki, Zygmunt Krasiński; Jan Kochanowski
- Portugal – Luís de Camões, Fernando Pessoa
- Rumänien – Mihai Eminescu
- Russland – Alexander Puschkin
- Schottland – Robert Burns, Walter Scott
- Schweden – Carl Michael Bellman, Gustaf Fröding, Verner von Heidenstam, Esaias Tegnér
- Serbien – Ivo Andrić
- Slowenien – France Prešeren
- Spanien – Miguel de Cervantes, Lope de Vega, Federico García Lorca
- Tschechien – Karel Hynek Mácha, Božena Němcová, Jan Neruda
- Türkei – Nazim Hikmet
- Ukraine – Taras Schewtschenko, Iwan Franko
- Ungarn – Sándor Petőfi
- Zypern – Vasilis Michaelides

### Nord- und Mittelamerika
- Guatemala – Miguel Ángel Asturias
- Haiti – Jacques Roumain
- Kanada – Pauline Johnson
- Québec – Octave Crémazie, Gilles Vigneault, Félix Leclerc
- Kuba – José Martí
- Mexiko – Ramón López Velarde, Gabriel García Márquez, Octavio Paz
- Nicaragua – Rubén Darío
- USA – Walt Whitman, Emily Dickinson, Robert Frost, Carl Sandburg, Maya Angelou, Eugene O’Neill

### Ozeanien
- Australien – Henry Lawson, Adam Lindsay Gordon, Dorothea Mackellar
- Neuseeland – Katherine Mansfield, Janet Frame

### Südamerika
- Argentinien – José Hernández, Jorge Luis Borges
- Brasilien – Gonçalves Dias, Olavo Bilac, Carlos Drummond de Andrade, Machado de Assis
- Chile – Pablo Neruda, Gabriela Mistral
- Kolumbien – Rafael Pombo
- Ecuador – José Joaquín de Olmedo, Jorge Enrique Adoum
- Peru – César Vallejo
- Uruguay – Juan Zorrilla de San Martín
- Venezuela – Rómulo Gallegos, Andrés Eloy Blanco

## Hintergrund
Eine historische Wurzel für die Kanonisierung als „Nationaldichter/in“ scheint die neuartige Auffassung vom „Volk“ in der Romantik (einflussreich: Johann Gottfried Herder) zu sein. Sie wirkte vor allem auf diejenigen – oft kleinen – europäischen Völker, welche unter Fürsten- oder Fremdherrschaft standen und denen die in der eigenen Sprache wirkungsvoll schreibenden Autoren eine Stimme gaben.
Im 18. und 19. Jahrhundert war die Vereinnahmung der jeweiligen „Nationaldichter“ bzw. der Nationalliteratur ein häufiges Element der nationalistischen Propaganda. In der Zeit des Nationalsozialismus gab es Versuche, qualitativ minderwertige völkische Autoren wie beispielsweise Dietrich Eckart mit Hilfe gleichgeschalteter Medien in den Rang des Nationaldichters zu erheben, wodurch der Begriff im deutschen Sprachgebiet zum Teil entwertet wurde.